# 隱元隆琦
隱元隆琦（1592年12月7日—1673年5月19日）。福建省福州府福清縣人，明末清初禪宗僧人。
隱元曾與道者超元一起遠赴日本傳播佛法，為當時日本的禪宗界臨濟、曹洞二宗的復興產生很大的影響。同時他也是日本禪宗臨濟宗黃檗派的初祖以及煎茶道的始祖。
後水尾法皇上尊號為大光普照國師、真空大師、黃檗琦禪師，坐化後歷代天皇授予他佛慈廣鑑國師、徑山首出國師、覺性圓明國師、華光大師等諡號。

## 生平

### 早年生活
隱元於明神宗萬曆二十年十一月初四日(1592年12月7日)出生於福建省福州府福清縣萬安鄉靈得里東林，俗名林曾炳，是家中的第三子。5歲時，父親林德龍迫於生計離開家鄉，從此一去不返。
9歲時，隱元曾進入鄉學學習，但翌年就因家庭貧困輟學了，此後看破紅塵，不顧母親的反對，秘密修學佛法（一說為16歲）。20歲時拒絕了母親為他娶妻的要求，21歲時為了尋找失去音信的父親前往浙江，但未能如願。1615年，23歲的隱元參見了普陀山的潮音洞主，以在俗信者的身份擔任了一年的茶頭。
1621年，29歲的隱元在故鄉福清的黃檗山萬福寺由鑑源興壽剃度出家。但當時的萬福寺由於倭寇的騷擾已經荒蕪，為了重修佛寺，隱元四處雲遊化緣，以籌集寺院重建的費用。33歲時在嘉興府海鹽縣金粟山的廣慧寺跟隨高僧密雲圓悟參禪，隱元由於精通佛學，名聞金粟山。密雲後來成為了萬福寺的住持，隱元也跟隨他回到了萬福寺。1630年費隱通容繼任住持，隱元受邀請任西堂，成為費隱最初的法嗣。不久離開萬福寺前往獅子巖修行，1637年繼費隱之後成為住持，七年後退席，居福嚴寺。在明末清初福建的動亂中，1646年，隱元再度成為住持。

### 前往日本
日本江戶時代初期，長崎是唯一一個外國人能夠在日本居住的港口。當時長崎華僑所建立的崇福寺正缺住持一職，當地興福寺的住持逸然性融聘請隱元出任該寺的住持。之前隱元曾派弟子也嬾性圭前往，但途中海難，觸礁翻船而圓寂；因此隱元親自率弟子良靜、良徤、獨癡、大眉、獨言、良演、惟一、無上、南源、獨吼等二十人，搭乘由鄭成功提供的船隻前往日本。日本承應三年（1654年）7月5日夜到達長崎。月洲所繪的「普照國師來朝之圖」描繪了當時的情景。
隱元隨行的弟子中，良靜等十個弟子翌年歸國，其餘的大眉、南源、獨吼等十個弟子則留在了日本。也有說法認為隱元等人是由於躲避戰亂才來到日本的，但是沒有相關的根據。
1655年（明曆元年），在妙心寺原住持龍溪性潛的懇請下，隱元來到了攝津國嶋上（今大阪府高槻市）。但江戶幕府對隱元如此大的影響力感到恐懼，嚴禁他出寺活動，同時限制寺內僧人人數在200名以內。
隱元在日本期間，由於受到幕府的監視和約束，曾一度要返回中國。但在龍溪的奔走之下打消了這個念頭。1658年（萬治元年），隱元成功與幕府將軍德川家綱會面，兩年後獲得了山城國宇治郡大和田作為寺院的領地。1660年（萬治四年）在那裡開創了新寺。隱元不忘故土，將這個寺院也命名為「萬福寺」（福清的黃檗山萬福寺，則被稱為「古黃檗」）。1663年（寬文三年）建造完成，在法堂舉行祝國開堂儀式，而相對於民眾則舉行「黃檗三壇戒會」。

### 創立黃檗宗以後
隱元是日本禪界黃檗宗的始祖，但當初並沒有黃檗宗這個稱謂。隱元本人自認為自己是臨濟宗的僧人，以臨濟正宗的僧人自居。其宗風、清規等都是模仿明朝時期臨濟宗的規矩，但又與日本的臨濟宗不同，因而自成一派。隱元所著的《黃檗清規》，對當時日本禪宗各派宗統、規矩的修正有著很大的影響。特別是卍山道白在曹洞宗的宗門改革中，就以這本書作為重要的參考資料。
隱元在日本的影響力很大，以後水尾法皇為首的皇族、以幕府要人為首的各地大名，以及大量的商人相繼皈依黃檗宗。
隱元擔任萬福寺住持3年後，於寬文四年（1664年）9月將住持之位讓給了弟子木庵性瑫，自己退隱到了松隱堂。寬文十三年（1673年）正月，隱元事先預感到了自己將要死去，告訴了周圍的人；三月體質開始衰弱；四月初二日，後水尾法皇冊封隱元襌師為大光普照國師，但國師在翌日病逝，享壽八十二歲。
隱元擅長於書法，與木庵性瑫、即非如一並稱「黃檗三筆」。
此外，相傳隱元從中國將菜豆、西瓜傳到了日本。現在日本人都將菜豆稱為，意思是「隱元豆」。但是現在也有說法認為隱元帶到日本的不是菜豆而是扁豆，因為日本關西人將扁豆稱作「隱元豆」。

## 歷代褒封
1. 1. 寬文13年（1673）後水尾法皇封「大光普照國師」。
  2. 享保7年（1722）靈元法皇 封「佛慈廣鑑國師」。
  3. 明和9年（1772）後桃園天皇 封「徑山首出國師」。
  4. 文政5年（1822）光格上皇 封「覺性圓明國師」。
  5. 大正6年（1917）大正天皇封 「真空大師」。
  6. 昭和47年（1972）昭和天皇封「華光大師」。
  7. 令和4年（2022） 今上天皇封 「嚴統大師」。

## 語錄和著作
- 《隱元禅師語錄》16卷
- 《普照国師廣錄》30卷
- 《黄檗隱元禅師雲涛集》1卷
- 《弘戒法儀》1卷
- 《黄檗山寺志》1卷
- 《黄檗清規》

## 弟子
嗣法者23名，其中3人為日本人。
- 木庵性瑫
- 即非如一
- 慧林性機
- 龍溪性潛
- 獨湛性瑩
- 大眉性善
- 獨照性圓
- 独本性源
- 独立性易

## 外部連結
- （简体中文）隐元禅师与中日佛教文化交流
- （日語）臨濟宗・黄檗宗官方網站 （页面存档备份，存于）
- （日語）黄檗山萬福寺 （页面存档备份，存于）